# Football Club Merkuur Tartu
Il Football Club Merkuur Tartu, meglio noto come Merkuur Tartu oppure Merkuur, è stata una società calcistica estone di Tartu.

## Storia

### JK Merkuur Tartu (1987-2006)
Il club fu fondato nel 1987 col nome di Jalgpalliklubi Leivakimbonaat Tartu. Dopo tre anni cambiò nome in Jalgpalliklubi Merkuur Tartu.
Con la ritrovata indipendenza dell'Estonia, partecipò alle prime edizioni della Meistriliiga: dopo due campionati con risultati di bassa classifica, alla terza stagione retrocesse in Esiliiga. Qui rimase un solo anno, retrocedendo immediatamente dopo i play-out in II Liiga.
Nel 1996-1997 vinse il girone Sud/Ovest di II Liiga, tornando in Esiliiga dove rimase per due stagioni prima di andare incontro a una nuova retrocessione. L'anno successivo fu di nuovo primo nel girone e risalì immediatamente in Esiliiga.
Dopo quattro stagioni di Esiliiga nel 2004 arrivò la svolta: il Levadia Maardu spostò la propria sede a Tallinn diventando Levadia Tallinn, mentre la squadra che in precedenza aveva portato tale nome diventò la formazione riserve, scendendo in Esiliiga e liberando un posto nella massima serie. Venne ripescato il Merkuur Tartu che, dopo 10 anni, poté tornare a disputare la Meistriliiga, poi conclusa al quinto posto, il miglior piazzamento nella massima serie.

### JK Maag Tartu (2006-2007)
Nel 2006 disputò la Meistriliiga col nuovo nome di Jalgpalliklubi Maag Tartu; a fine stagione si fuse con la squadra concittadina del Tammeka Tartu dando vita al Maag Tammeka Tartu. La nuova squadra disputò due stagioni di Meistriliiga, infine si sciolse facendo rinascere solo il Tammeka.

### FC Merkuur Tartu (2013-2017)
La squadra è ricomparsa come Football Club Merkuur Tartu nel 2013, iscritta nel campionato di IV Liiga, concluso col ripescaggio in III Liiga. In quegli anni prese parte anche alle edizioni della Eesti Karikas.
Nel 2016 il Merkuur partecipa al girone Nord/Est di II Liiga, conquistando a fine stagione la vittoria del campionato (la terza complessiva della categoria) e la promozione in Esiliiga B, alla quale però rinuncia restando in II Liiga anche per la stagione successiva, nella quale si classifica al quarto posto.
Nel 2018 non si iscrive a nessun campionato, interrompendo per la seconda volta la sua storia.

## Palmarès

### Competizioni nazionali
- II Liiga: 3

1996-1997, 1999, 2016

### Altri piazzamenti
- Coppa di Estonia:

Semifinalista: 2005-2006
- II Liiga:

Promozione: 2004

## Statistiche

### Partecipazione ai campionati
| Livello | Categoria    | Partecipazioni | Debutto   | Ultima stagione | Totale |
| ------- | ------------ | -------------- | --------- | --------------- | ------ |
| 1º      | Meistriliiga | 6              | 1992      | 2006            | 6      |
| 2º      | Esiliiga     | 7              | 1994-1995 | 2003            | 7      |
| 3º      | II Liiga     | 3              | 1995-1996 | 1999            | 3      |
| 4º      | II Liiga     | 2              | 2016      | 2017            | 2      |
| 5º      | III Liiga    | 2              | 2014      | 2015            | 2      |
| 6º      | IV Liiga     | 1              | 2013      | 2013            | 1      |

## Formazione riserve
La formazione riserve era conosciuta come Merkuur-Juunior Tartu. Con tale nome ha disputato nel 2005 l'Esiliiga.